# '02 Summer Vacation in SMTOWN.com
《'02 Summer Vacation in SMTOWN.com》은 대한민국의 연예기획사 SM 엔터테인먼트 소속의 가수들이 모여 제작한 네 번째 앨범이자 첫 여름앨범이다. 2002년에 데뷔한 남성 5인조 음악 그룹 블랙 비트와 여성 3인조 그룹 신비가 새롭게 참여하였으며, 크리스마스 캐럴이 주를 이루던 겨울앨범과 달리 대다수의 수록곡이 댄스 음악이다.

## 참여 아티스트(SMTOWN)
- 솔로가수(강타, 문희준, 보아, 다나)
- S.E.S.(바다, 유진, 유수영)
- 신화(에릭, 신혜성, 이민우, 전진, 김동완, 앤디)
- 플라이 투 더 스카이(환희, 브라이언)
- 밀크(박재영, 김보미, 배유미, 서현진)
- 블랙 비트(이소민, 황상훈, 정지훈, 장진영, 심재원)
- 신비(수진, 상은, 유나)

## 수록곡
| #            | 제목                                  | 작사           | 작곡            | 편곡         | 재생 시간 |
| ------------ | ------------------------------------- | -------------- | --------------- | ------------ | --------- |
| 1.           | 〈Blue...〉 (강타)                    | 윤연선         | 송광식          | 송광식       | 4:31      |
| 2.           | 〈내일이 찾아오면〉 (문희준)          | 김성호         | 오석준          | 오석준       | 3:49      |
| 3.           | 〈Summer Vacation〉 (SM TOWN)         | 이상백         | 박해운          | 박해운       | 4:09      |
| 4.           | 〈Brand-New Weekend〉 (S.E.S.)        | 신지원         | 김석찬(The Jun) |              | 3:52      |
| 5.           | 〈HERO〉 (신화)                       | 태훈           | 황성제          | 황성제       | 3:04      |
| 6.           | 〈Forever〉 (플라이 투 더 스카이)     | 김성현         | 김성현          | 김성현       | 4:10      |
| 7.           | 〈My Boy〉 (보아)                     | 태훈           | 황성제          | 황성제       | 3:22      |
| 8.           | 〈With 4 U (미안해...고마워)〉 (다나) | 윤영두, 명인희 | 이문수          | 이문수       | 4:11      |
| 9.           | 〈Make it High〉 (블랙 비트)          | 켄지           | 켄지            | 켄지         | 3:30      |
| 10.          | 〈One Summer Dream〉 (밀크)           | 박창현         | 박창현          | 박창현       | 3:10      |
| 11.          | 〈Irv (사랑해요...)〉 (문희준)        | 권기명, 문희준 | 권기명, 문희준  | 권기명       | 4:30      |
| 12.          | 〈여름날의 추억〉 (강타)              | 지예           | 서영진          | 서영진       | 4:08      |
| 13.          | 〈Summer in Love〉 (신비)             | 임수철         | 이성제          | 이성제       | 4:04      |
| 14.          | 〈Amazing Kiss〉 (보아)               |                | Bounceback      |              | 4:30      |
| 총 재생 시간 | 총 재생 시간                          | 총 재생 시간   | 총 재생 시간    | 총 재생 시간 | 59:50     |

| #   | 제목                                                    | 작사   | 작곡   | 편곡        | 재생 시간 |
| --- | ------------------------------------------------------- | ------ | ------ | ----------- | --------- |
| 15. | 〈Just a Feeling (New Generation Remix Ver.)〉 (S.E.S.) | 전승우 | 김도훈 | Seiji Honma | 4:52      |

- 〈내일이 찾아오면〉은 오석준, 장필순, 박정운의 1989년 곡이다.
- 〈여름날의 추억〉은 이정석의 1989년 곡이다.
- 〈Amazing Kiss〉원곡은 2001년 보아의 일본 두 번째 싱글이다.
- 〈Just a Feeling〉원곡은 S.E.S.의 5집 《Choose My Life-U》 수록곡이다.